# Prodotiscus zambesiae
Prodotiscus zambesiae (лат.) — вид птиц семейства медоуказчиковых. Выделяют три подвида.
Вид распространён в Восточной и Южной Африке от Эфиопии до Мозамбика и на запад до Анголы.

## Описание
Prodotiscus zambesiae достигает длины около 11 см и массы от 9 до 16,5 г. Половой диморфизм не выражен. Верхняя часть тела и крыльев серовато-зелёная, с белой полосой между надхвостьем и боками; наружные рулевые перья белые, включая кончики; нижняя часть тела серовато-белая.
Птица охотится на насекомых и пьёт нектар. Гнездовой паразит. Откладывает яйца в гнёзда белоглазковых и нектарницевых.